# لعبة عادلة (فلم 1995)
لعبة عادلة (بالإنجليزية: Fair Game) فيلم أمريكي تم إصداره عام 1995 من إخراج أندرو سيبيس. و بطولة سيندي كروفورد.

## ملخص قصة
كات ماكوين محامية في خضم محاولاتها الحصول على الطلاق، تحاول مصادرة إحدى سفن الشحن الراسية قبالة سواحل كاليفورنيا، بسبب عدم دفعها النفقات والضرائب المفروضة. السفينة مملوكة لكازاك ضابط سابق بالمخابرات الروسية ومسئول عمليات غسيل الأموال الذي يرفض هذه المصادرة، ويحاول التخلص من كات. يتم تعيين الضابط ماكس كيلباترك لحماية كات من محاولات القتل، وتبدو علاقة رومانسية في الحدوث بينهما في أثناء محاولته حمايتها.

## الممثلين
| ممثل             | الدور/الوظيفة      |
| ---------------- | ------------------ |
| سيندي كراوفورد   | كيت ماكوين         |
| جون بيدفورد لويد | المحقق لويس أراجون |
| ميجيل ساندوفال   | إميليو جوانتورينا  |
| وليام بالدوين    | المحقق ماكس        |
| سلمى حايك        | ريتا               |
| أوليك كروبا      | جوكوف              |
| جينيت غولدشتاين  | روزا               |
| ستيفين بيركوف    | كولونيل إليا بافيل |
| مارك ماكولاي     |                    |

## روابط خارجية
لعبة عادلة على موقع IMDb (الإنجليزية)
- لعبة عادلة على موقع ميتاكريتيك (الإنجليزية)
- لعبة عادلة على موقع روتن توميتوز (الإنجليزية)
- لعبة عادلة على موقع نتفليكس (الإنجليزية)
- لعبة عادلة على موقع قاعدة بيانات الأفلام العربية
- لعبة عادلة على موقع ألو سيني (الفرنسية)
- لعبة عادلة على موقع Turner Classic Movies (الإنجليزية)
- لعبة عادلة على موقع أول موفي (الإنجليزية)
- لعبة عادلة على موقع بوكس أوفيس موجو (الإنجليزية)
- لعبة عادلة على موقع فيلمافينيتي (الإسبانية)